# Mediterranean Mathematics Competition
Die Mediterranean Mathematics Competition (auch: Peter O’Halloran Memorial) ist ein Mathematikwettbewerb für Schüler, der seit dem Jahr 1998 jährlich abgehalten wird. Teilnahmeberechtigt sind alle Länder, die an das Mittelmeer angrenzen sowie, nach Einladung, deren Nachbarländer. Der kurz als "Mediterranean" bezeichnete Wettbewerb wird gemeinhin als der schwerste unter den mathematischen Schülerwettbewerben angesehen, einschließlich der IMO.

## Motto
Die Ziele der Mediterranean Competition sind:
- Entdeckung, Förderung und Herausfordern mathematisch begabter Schüler
- Aufbau freundlicher und kooperativer Beziehungen zwischen Schülern sowie Lehrern verschiedener Länder der Mittelmeerregion
- Schaffung einer Möglichkeit des internationalen Austauschs über Schulpraktiken
- Förderung des Engagements für das Lösen mathematischer Olympiadeaufgaben sowie der Beschäftigung mit anderen mathematischen Problemen, auch in den nicht teilnehmenden Ländern

## Regeln
Der Wettbewerb wird in jedem Land separat abgehalten. Jedes Teilnehmerland kann eine beliebige Anzahl von Schülern antreten lassen, jedoch nur die Ergebnisse der besten zehn nach nationaler Auswertung für die internationale Wertung einschicken. Jeder von diesen erhält entweder ein Teilnahme- oder Auszeichnungszertifikat, wobei die zu erreichenden Auszeichnungen – Gold, Silver, Bronze und Honorable Mention – ähnlich wie bei der IMO vergeben werden. Die Teilnehmer müssen jünger als 20 Jahre sein und dürfen kein Universitätsstudium oder eine vergleichbare Ausbildung begonnen haben.

## Geschichte
Die Mediterranean Competition fand erstmals im Jahr 1998 statt, initiiert und bis heute organisiert durch den Spanier Francisco Bellot Rosado. Im ersten Jahr waren lediglich drei Aufgaben zu lösen. Seit dem zweiten Austragungsjahr bestand der Wettbewerb jedoch stets aus vier Aufgaben, für die insgesamt vier Stunden Zeit waren.
Im Jahr 2013 kam es erstmals vor, dass eine Angabe fehlerhaft war; eine zu beweisende Ungleichung war falsch.